# Klein Kasteel

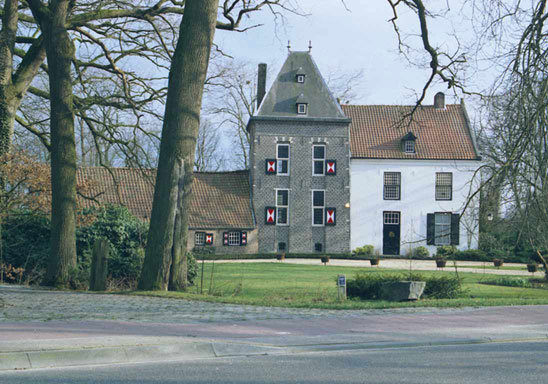
Het Klein Kasteel vanaf het Haageind.

Het Klein Kasteel is een 14e-eeuws kasteel bij de plaats Deurne in de Nederlandse provincie Noord-Brabant.

## Landschappelijke situering
In het beekdal van de Vlier werd aan de oostzijde van het Haageind vóór 1383 een vierkante donjon gebouwd, die later de namen Oud Huis, Klein Kasteel en Oud Kasteel kreeg. In dezelfde periode verrees ook een watermolen op de Bakelse Aa ten noorden van het Klein Kasteel. Dit kasteel diende als residentie van de heer van Deurne, eigenaar van de heerlijkheid.
Ten oosten van het Klein Kasteel lagen hooilanden in het dal van de Bakelse Aa. Deze percelen droegen in 1454 onder meer de namen Sint-Kathelijnenbeemd en Vriezenbeemd. In de laatste decennia van de 20e eeuw werd hier een park met vijver aangelegd voor de wijk Heiakker, die oostelijk van het Klein Kasteel was verrezen.

## Bouwhistorie
Het Klein Kasteel, dat in de Middeleeuwen nog Oud Huis werd genoemd, werd gebouwd als opvolger van een residentie op het goed Ter Vloet, stroomafwaarts gelegen langs de Vlier in de buurtschap Kerkeind. De verplaatsing stroomopwaarts naar het Haageind moet in de tweede helft van de 14e eeuw hebben plaatsgevonden. Het Klein Kasteel bestaat tegenwoordig uit de 14e-eeuwse donjon, een 17e of 18e-eeuwse lage boerderijaanbouw en een aangebouwd wit herenhuis uit 1857. Bij de verbouwing in 1857 werden de oude neerhof, een boerderij die haaks op het gebouw stond op de plek van het herenhuis, en een aanbouw van de middeleeuwse toren afgebroken. Op de plek van de oude neerhof verrees het herenhuis. De toegang tot het terrein, die voorheen via de Heerendijk liep (dat is nu de oprit van de watermolen), werd toen verlegd naar de Haageind-zijde. Een brand op 24 september 1944 richtte enige schade aan, maar kon door de toenmalige eigenaar Pieter Wiegersma tijdig worden geblust.
Bouwplannen voor een losstaand gastenverblijf achter het Klein Kasteel werden in 2008 door de Deurnese politiek op basis van archeologische en cultuurhistorische overwegingen unaniem verworpen, alhoewel het bestemmingsplan een aanbouw toestaat. In 2010 werd een nieuw plan voor een gastenverblijf bij het Klein Kasteel opgesteld. De Deurnese politiek heeft hierover nog geen besluit genomen.

## Eigendomsgeschiedenis
Gevaert Willemszoon van Doerne is de oudst bekende heer van Deurne die er met zekerheid heeft gewoond, zo rond 1380-1390. Tot begin 16e eeuw was het Klein Kasteel de residentie van de heren van Deurne, achtereenvolgens de geslachten Van Doerne (tot 1456), De Mol en Taije. Begin 16e eeuw werden de heerlijkheid en het Klein Kasteel van de familie Taije gekocht door de eigenaar van het Groot Kasteel, Everard Hendrickszoon van Doerne, een verre neef van de vroegere Van Doerne's op het Klein Kasteel. Na zijn dood kreeg de oudste zoon het Groot Kasteel en de heerlijkheid, waardoor het Groot Kasteel voortaan de residentie van de heerlijkheid zou worden. Het Klein Kasteel kwam toe aan een jongere zoon. Later kwam het in handen van diverse particulieren en plaatselijke bestuurders terecht; vanaf het einde van de 18e eeuw tot 1948 was het wederom bezit van de heren van Deurne. Zij verhuurden het aan talloze particulieren, onder wie meerdere militairen met hun gezinnen in de Franse tijd. Bekendste huurders waren ongetwijfeld Otto van Rees en zijn echtgenote Adya van Rees, die er tussen 1923 en 1927 woonden met hun gezin, en die Hendrik Wiegersma inspireerde om te gaan schilderen.
In 1948 werd het door Theodore baron de Smeth van Deurne verkocht aan Wiegersma, die het ter beschikking stelde aan zijn zoon Pieter Wiegersma, glazenier. Wiegersma jr. woonde er al vanaf 1942 en nam het eigendom later van zijn vader over. De noordelijke aanbouw werd in deze periode als atelier gebruikt. In 1999 werd het aangekocht door de gebroeders Nooijen. Het heeft tegenwoordig een representatieve functie en wordt niet bewoond. Het terrein is niet toegankelijk; het Klein Kasteel is evenwel vanaf de openbare weg goed zichtbaar.

## Lijst van eigenaren
Hieronder volgt een lijst van de eigenaren van het Klein Kasteel, die dit leengoed in leen hielden van de heer van Cranendonck. Na 1795, toen het leenstelsel werd afgeschaft, gaat het uitsluitend nog om het feitelijke eigendom. Tot 1728 en tussen 1785 en 1948 komt de lijst vrijwel overeen met de lijst van heren en vrouwen van Deurne. Vanaf 1526 resideerden zij echter op het Groot Kasteel, hun meest prestigieuze bezit. Het Klein Kasteel werd tussen 1526 en 1728, en tussen 1785 en 1948 het merendeel van de tijd verhuurd.
| periode             | naam eigenaar                                                                             | sociale status                                                                         | huurder (indien van toepassing)                                                                                     |
| ------------------- | ----------------------------------------------------------------------------------------- | -------------------------------------------------------------------------------------- | --- |
| ? - vóór 1381       | Willem van Doerne                                                                         | heer van Deurne                                                                        | |
| vóór 1381 - ca 1428 | Gevard van Doerne                                                                         | heer van Deurne                                                                        | |
| ca 1428-1456        | Jan van Doerne                                                                            | heer van Deurne                                                                        | |
| 1456-1470           | Ywan de Mol                                                                               | heer van Deurne                                                                        | |
| 1471-1499           | Josina de Mol                                                                             | vrouwe van Deurne                                                                      | |
| 1499                | Rutger van Boetzelaer                                                                     | heer van Deurne                                                                        | |
| 1499-1508           | Henrick Taije                                                                             | heer van Deurne                                                                        | |
| 1508-1519           | Jan Taije                                                                                 | heer van Deurne                                                                        | |
| 1519-1526           | Everard van Doerne                                                                        | hoogschout van 's-Hertogenbosch, heer van Deurne, Vlierden en Bakel                    | |
| 1527-1545           | Hendrick van Doerne                                                                       | heer van Deurne en Vlierden, kanunnik te Tongeren                                      | |
| 1545-1606           | Jan van Doerne                                                                            | heer van Deurne en Bakel                                                               | |
| 1606-1619           | Wolfaart Evert van Wittenhorst                                                            | heer van Deurne                                                                        | |
| 1619-1645           | Margreta van Wittenhorst                                                                  | vrouwe van Deurne, Rossum en Broekhuizen                                               | |
| 1645-1649           | Johan François Godefrois Huijn van Geleen                                                 | heer van Deurne                                                                        | |
| 1649-1651           | Willem de Lamargelle                                                                      | heer van Deurne                                                                        | |
| 1653-1656           | Rogier van Leefdael                                                                       | heer van Deurne en Liessel, rentmeester der geestelijke goederen                       | |
| 1656-1678           | Otto de Visschere                                                                         | secretaris van Deurne, heer van Vlierden                                               | |
| 1678-1699           | Rogier van Leefdael                                                                       | heer van Deurne en Liessel, rentmeester der geestelijke goederen                       | |
| 1699-1714           | Johan van Leefdael                                                                        | heer van Deurne en Liessel, rentmeester der geestelijke goederen                       | |
| 1714-1728           | Gerardus Sulyard                                                                          | heer van Deurne en Liessel                                                             | |
| 1728-1745           | Pero de Cassemajor                                                                        | schout en secretaris van Deurne en Liessel                                             | |
| 1745-1756           | Erfgenamen van Pero de Cassemajor                                                         |                                                                                        | |
| 1756-1782           | Hendrik Sluijter (derde deel), de overige erfgenamen van De Cassemajor (twee derde deel?) | predikant te Deurne, Liessel en Vlierden                                               | Keerenberg, Joseph Bernardus Scherping, André Gerard de Millet, J.E. Schenk, Hohenlohe, Christiaan Leonhardi        |
| 1782-1785           | Erfgenamen van Hendrik Sluijter                                                           |                                                                                        | |
| 1785-1801           | Agatha Alewijn                                                                            | vrouwe van Deurne, Liessel en Alphen & Rietveld                                        | Victor de Girard de Mielet                                                                                          |
| 1801-1859           | Theodorus baron de Smeth                                                                  | heer van Deurne, Liessel en Alphen & Rietveld                                          | |
| 1859-1870           | Henri baron de Smeth                                                                      | heer van Deurne, Liessel en Alphen & Rietveld                                          | |
| 1870-1924           | Theodore baron de Smeth                                                                   | (titulair) heer van Deurne en Liessel                                                  | Otto van Rees |
| 1924-1929           | Henriëtte Marie Rudolphine Fagel                                                          | titulair vrouwe van Deurne en Liessel                                                  | |
| 1929-1948           | Theodore baron de Smeth van Deurne                                                        | titulair heer van Deurne en Liessel, burgemeester van Batenburg, Appeltern en Jutphaas | Raymond de Smeth, Pieter Wiegersma Cornelie Francoise Huydecoper-Rasch (1863-1943). Zij overleed op Kasteel Deurne. |
| 1948-?              | Hendrik Wiegersma                                                                         | arts, schilder                                                                         | Pieter Wiegersma |
| ?-1999              | Pieter Wiegersma                                                                          | glazenier, schilder                                                                    | |
| 1999-heden          | Gebroeders Nooijen                                                                        | ondernemers in de agrarische sector                                                    | |

## De relatie met de heerlijkheid Cranendonck
Het Klein Kasteel was tot 1795 een leengoed van de heren van Cranendonck, evenals de naastgelegen Haageindse watermolen (oudste vermelding 1387). Ook de watermolen op het goed Ter Vloet was een Cranendoncks leengoed. De Deurnese leengoederen behoorden tot de meest perifeer gelegen leengoederen van Cranendonck; veel van de overige leengoederen lagen onder Cranendonck zelf of binnen de huidige gemeente Eindhoven.

## Een negentiende-eeuwse mythe
In de 19e eeuw schreef de Brabantse geschiedschrijver Adriaan Brock, geheel in de lijn van de zogenaamde Romantiek, over een zogenaamd Slot van Peelland, hetgeen de oude benaming voor het Klein Kasteel zou zijn geweest. Deze lezing werd overgenomen door de invloedrijke aardrijkskundige A.J. van der Aa. Later ontwikkelde zich onder schrijvers verder het idee dat het Klein Kasteel het poortgebouw was geweest van een majestueus Slot van Peelland. Archeologisch, historisch en historisch-geografisch onderzoek weerspreekt het bestaan van het Slot van Peelland echter ten stelligste. Het Klein Kasteel heeft nooit zo geheten en is al zeker geen poortgebouw geweest van een groter slot. Ondanks de unanieme weerlegging van deze feiten verschijnt de term Slot van Peelland nog regelmatig in publicaties als een werkelijke vroegere benaming.